# Раян Томас (новозеландський футболіст)
Раян Джаред Томас (англ. Ryan Jared Thomas, нар. 20 грудня 1994, Те Пуке, Нова Зеландія) — новозеландський футболіст, нападник національної збірної Нової Зеландії та нідерландського клубу «Зволле».
Володар Кубка Нідерландів. Володар Суперкубка Нідерландів.

## Клубна кар'єра
У дорослому футболі дебютував 2011 року виступами за команду клубу «Ваїкато», в якій провів два сезони, взявши участь у 18 матчах чемпіонату.
До складу нідерландського клубу «Зволле» приєднався 2013 року. У складі клубу провів 5 сезонів.
10 серпня 2018 приєднався до складу ПСВ, підписавши з клубом 3-річний контракт.

## Виступи за збірні
2013 року залучався до складу молодіжної збірної Нової Зеландії. На молодіжному рівні зіграв у 6 офіційних матчах, забив один гол.
2014 року дебютував в офіційних матчах у складі національної збірної Нової Зеландії.
У складі збірної був учасником розіграшу Кубка конфедерацій 2017 року у Росії.

## Титули і досягнення
- Переможець Молодіжного чемпіонату ОФК: 2013
- Володар Кубка Нідерландів:

«Зволле»: 2013-14
ПСВ: 2021-22
- Володар Суперкубка Нідерландів:

«Зволле»: 2014
ПСВ: 2021